# Mi–24
Hind átirányít ide. A településeket a Kishind illetve Nagyhind címen találod.
A Mi–24 a Szovjetunióban a Mil tervezőiroda által kifejlesztett, majd 1972-ben szolgálatba állított harci helikopter. Az első szovjet gyártmányú, kifejezetten földi tűztámogatásra kifejlesztett harci helikopter. 1969. szeptember 19-n repült először, sorozatgyártása 1971-ben kezdődött. Sorozatgyártása az arszenyjevi Progressz repülőgépgyárban és a rosztovi 168. sz. repülőgépgyárban folyt.

## Története
Az 1960-as évektől ugrásszerűen megnőtt a helikopterek alkalmazása a harctéren. A koreai háború rádöbbentette az Egyesült Államokat arra, hogy milyen fontos a helikopterek alkalmazása a csatatéren. A vietnámi háború során a helikopterek szerepe rendkívül megnőtt. Az Egyesült Államok új harci helikopterek fejlesztésébe kezdett. Hamarosan megszülettek a Bell AH–1 és Lockheed AH–56 típusok. Ezek a gépek a személyzeten kívül más személyt nem szállíthattak. A 60-as években a Szovjetunió is belekezdett egy új típus fejlesztésébe. Mihail Leontyjevics Mil vezette tervezői gárda megbízást kapott egy harci helikopter kifejlesztésére. A tervek 1966-ra készültek el, a prototípus megépítésére 1967-ben kaptak engedélyt. Az új helikopter a személyzeten kívül már katonákat is szállíthatott. A gép kezdetben a V–24 típusmegjelölést kapta. A bemutatkozó repülésre 1969-ben került sor.
A helikopter alapját a már gyártásban levő Mi–8 szolgáltatta, így a típus sok hasonlóságot mutat a Mi–8-assal. Méretei lecsökkentek, a szerkezet stabilitása megnőtt. A harci bevetésekhez páncélozták a pilóták kabinját és a deszantteret. A helikopter két oldalán segédszárnyakat helyeztek el különböző fegyverek felfüggesztésére, ill. vízszintes repülésnél felhajtóerőt is termeltek. A futóműveket behúzhatóra cserélték. A prototípus először 1969. szeptember 19-én emelkedett a levegőbe V–24 típusjelzéssel. Mihail Mil, a tervezőiroda vezetője 1970 januárjában elhunyt. A fejlesztés tovább folytatódott. A sorozatgyártás 1972-ben indult meg az A változat gyártásával a néhai Szovjetunió területén. Az A változat gyártása 1975-ben fejeződött be 550 példánnyal.

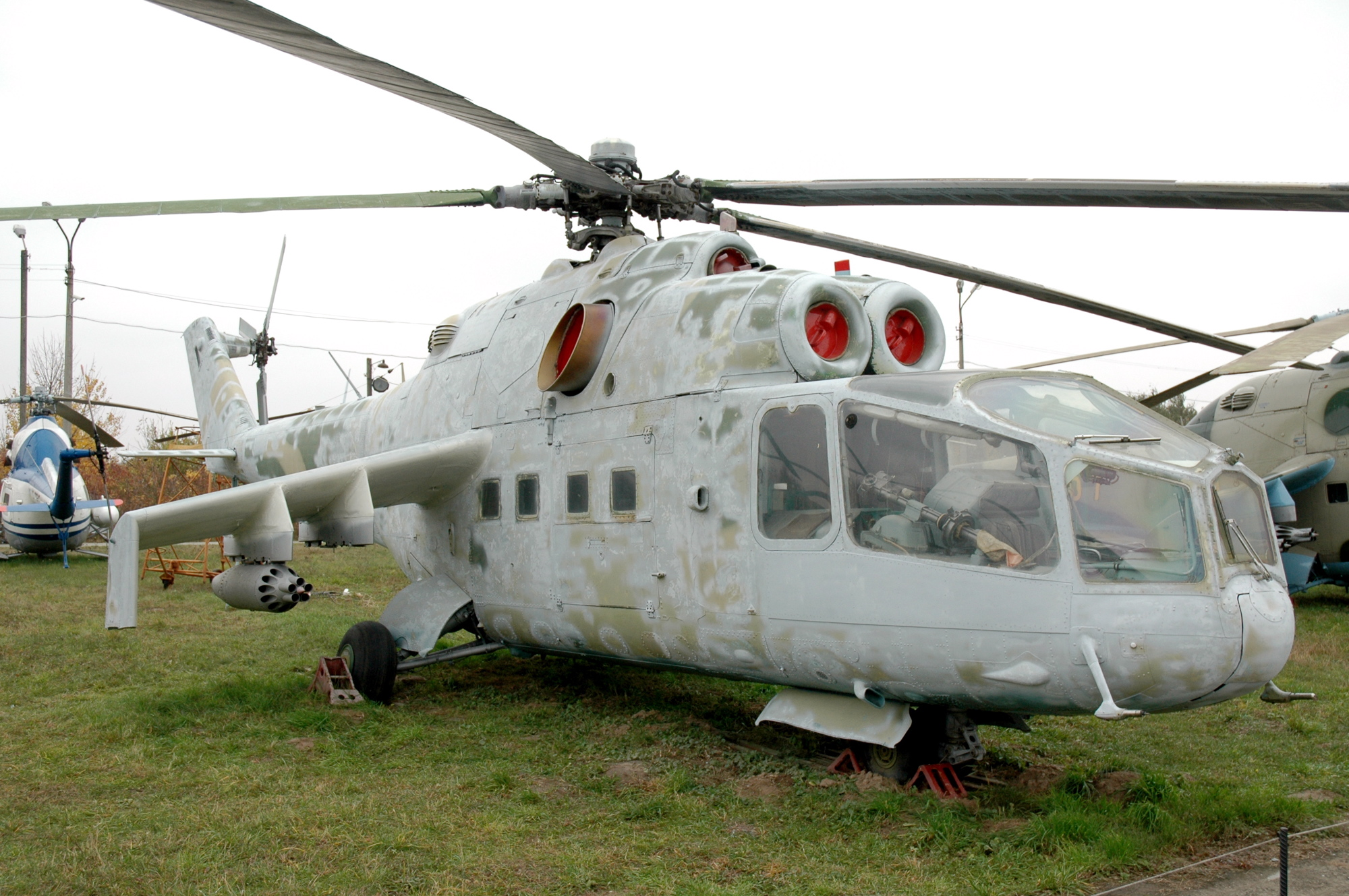
Első változata, a Mi–24A az Ukrán Állami Repülési Múzeumban

1975-ben elkezdődött az áttervezett D változat gyártása. A gép orr-részét teljesen átépítették, a pilóta és az operátor egymás mögött/felett két külön fülkében foglalt helyet, tandem elrendezésben. A fegyverzetet is modernizálták, az orrban egy új négycsövű, JakB–12,7 típusú géppuskát helyeztek el. A D változatból kb. 2500 db készült. A különböző változatokból összesen 5000 darab készülhetett.
Főbb típusváltozatai között megemlítendő a Mi–24D, a Sturm rakéták indítására alkalmas Mi–24V és a Mi–24P, amelynél a négycsövű géppuskát felváltotta egy, a törzselsőrész jobb oldalára szerelt GS–30K vagy másképp GS–30–2 típusjelű 30 mm-es ikercsövű, Gast-elven működő gépágyú.
Ismert még a Mi–24VP, amely a Mi–24V és P típusok ötvözete, alapvetően a V sárkánya, de az orrban egy forgatható GS–23L típusú gépágyú található. A Mi–35 és Mi–35M verziók jellemzője a csökkentett méretű fesztáv, a modernizált elektronika és a futómű behúzó mechanikáinak elhagyása.
Az 1990-es évek közepén a nyugati légi bemutatókon megjelent Mi–35M a Mi–24VP alapján készült, GS–23L gépágyúval, de nem behúzható futóművel, a Mi–28 X alakú faroklégcsavarjával, és főrotorjával. További jellemzője volt a részben francia eredetű fedélzeti elektronika. Sorozatgyártásba nem került, a koncepció elemeit az orosz légierő számára készült Mi–24PN, vagy újabban szintén Mi–35P néven ismert és a Mi–24P-k modernizálásából született gépeknél láthatjuk viszont. Ez utóbbiból már legalább egy század repül, de a költségesebb különbségek (Mi–28-as hajtásrendszere) nélkül, a kisebb szárnycsonkokkal, a nem behúzható futóművekkel és új, éjszakai bevetésre is alkalmassá tevő célzókészülékkel.

## Alkalmazása
A típus számos konfliktusban vett részt, de a legnagyobb szabású alkalmazására a Szovjetunió afganisztáni háborújában került sor. A háború során a típus összes változatát bevetették, végül a gépek 12%-át vesztették el. Sok fegyverrendszer került kipróbálásra, és több új taktikát dolgoztak ki az alkalmazásra (például a nekifutásos felszállás a nagy fegyverterhelés miatt, bombázó-szerepkörben való alkalmazás). Az afganisztáni tapasztalatok alapján dolgozták ki az infravörös rakéták elleni védekezési rendszert is, ami jelentős védelmet nyújtott a vállról indítható FIM–92 Stinger kézi légvédelmi rakéták ellen (a típus legnagyobb veszteségeit a Stingerek, valamint a nagy kaliberű gépágyúk okozták).

### Magyarországi alkalmazása

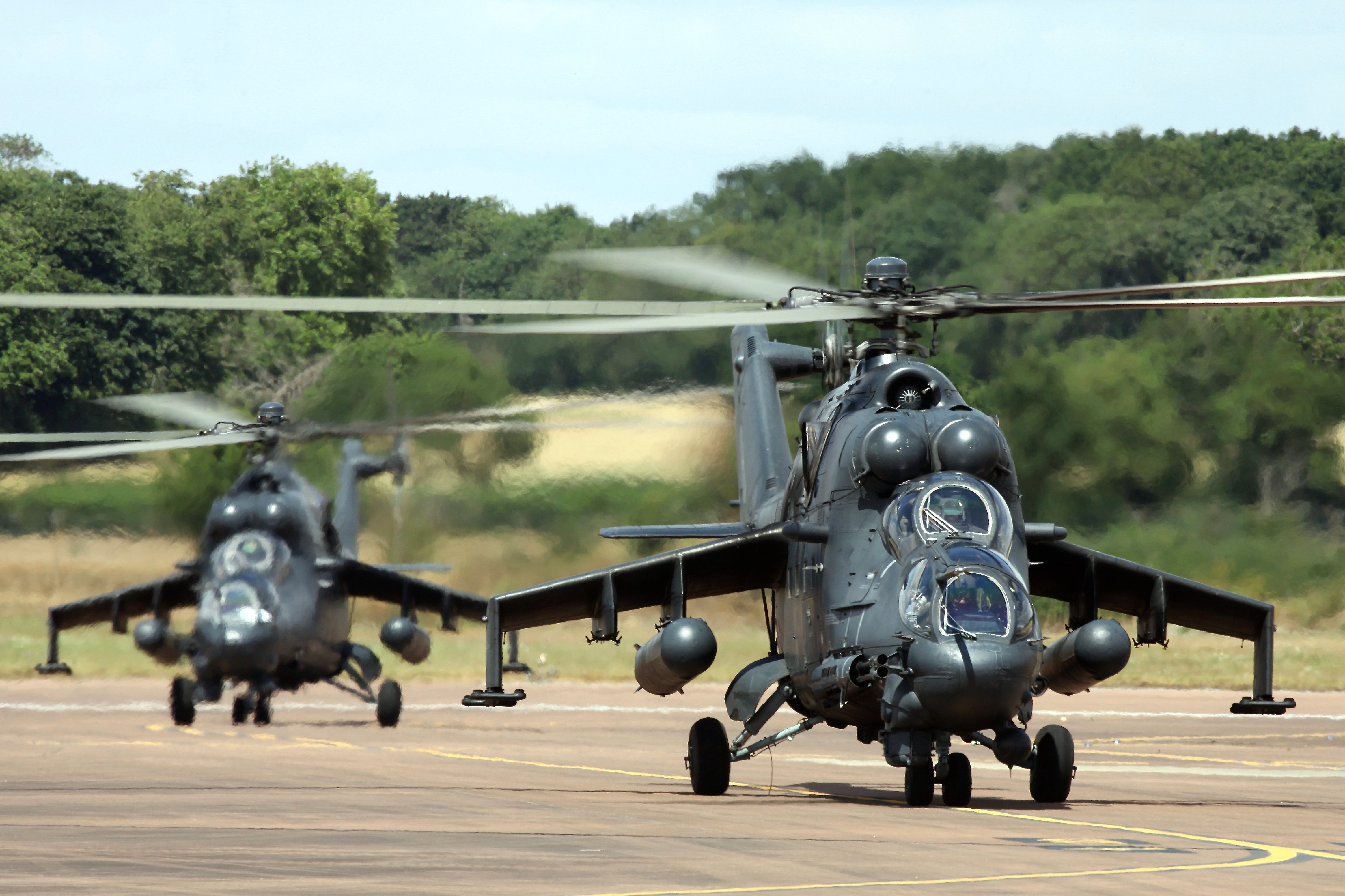
A Magyar Légierő Németországból származó Mi–24P helikopterei Fairfordban 2022-ban

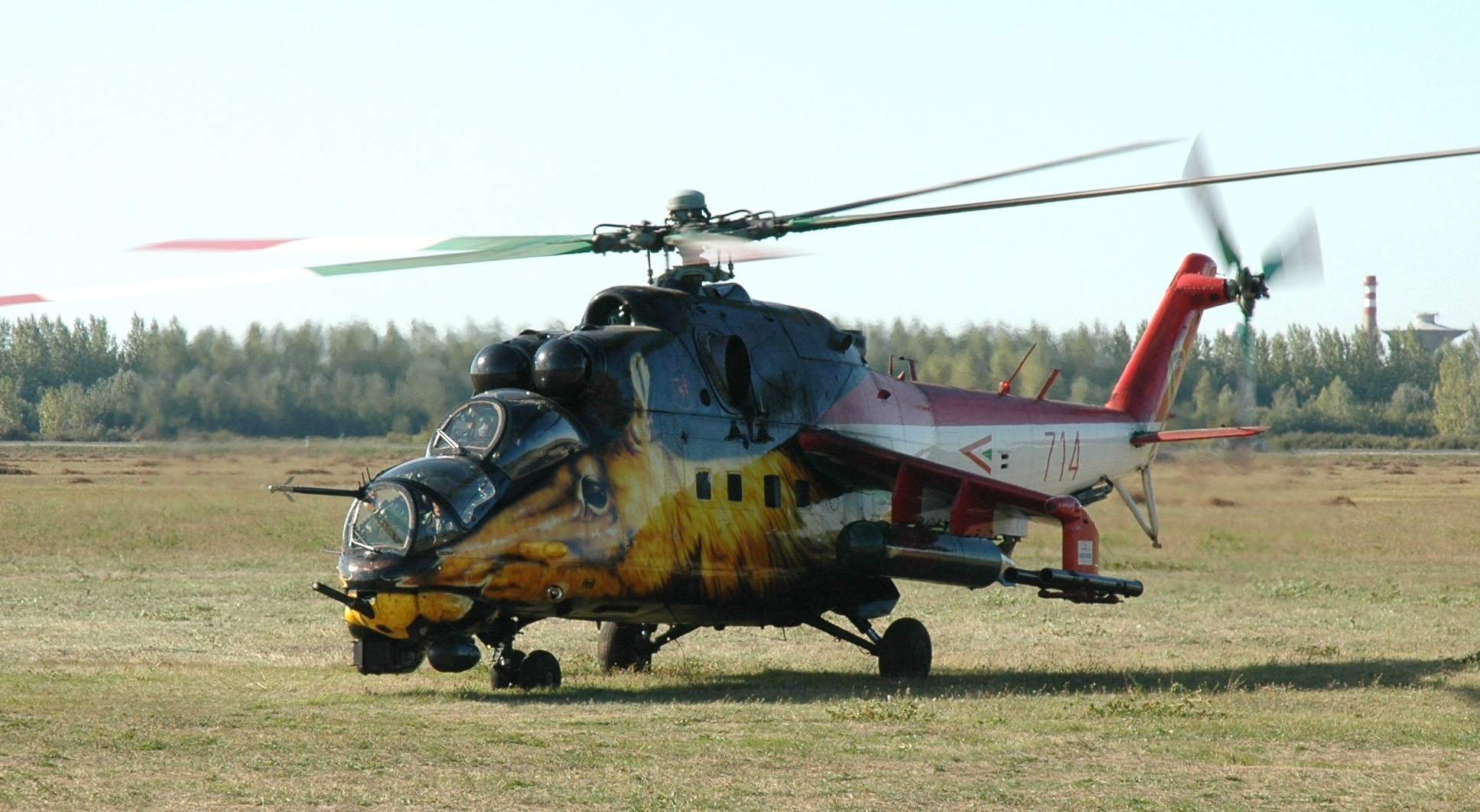
A speciális festésű, 714-es oldalszámú Mi–24V Aranyszarvas 2009-ben a Szolnok–Szandaszőlősi repülőtéren

A Tisza fedőnevű hadseregfejlesztési terv keretében Magyarországon 1977-ben döntöttek a Mi–24 rendszeresítéséről. A Magyar Néphadsereg (MN) 1978-ban állította rendszerbe a típust. Az üzemeltető állomány kezdetben a Mi–8 szállító helikopterek személyzetéből került ki. Kiképzésük 1978 februárjában kezdődött a  Szovjetunióban a Frunzei Katonai Repülő Iskolán, akkor 10 gépparancsnokot (pilótát) és öt hajózó-lövészt, valamint 34 repülőműszaki szakembert képeztek ki az üzemeltetésre. Később a magyarországi kiképzést is szovjet oktatók segítették. A típus Magyarországi üzemeltetője a szentkirályszabadjai MN 87. szállítóhelikopter ezred volt, amely az MN Csapatrepülő Parancsnokságának alárendeltségében működött. Az első négy Mi–24 harci helikopter 1978. augusztus 24-n érkezett meg a szentkirályszabadjai repülőtérre, ezek oldalszáma 005, 006, 007 és 008 volt. Az első Magyarországon üzemeltetett négy gép már a következő évben részt vett a Pajzs–79 hadgyakorlaton. 1980-ra szerveződött meg az ezred két Mi–24-el felszerelt harcihelikoter százada, és ebben az évben az augusztus 20-i katonai parádén a nyilvánosság előtt is bemutatták a típust. 1984-ben az ezredet átnevezték MN 87. harcihelikopter ezred névre, amely ekkor 40 db Mi–24D típusú harci helikopterrel rendelkezett. Ekkorra az ezrednek már a Mi–24 lett a fő üzemeltetett típusa, az ezred Mi–8-asainak egy részét időközben ugyanis áttelepítették a szolnoki repülőtérre. 1985-ben a Mátra haderőfejlesztési program keretében elkezdődött a Mi–24V változat beszerzése, amelyek szintén Szentkirályszabadjára kerültek. Az eredeti elképzelés szerint a Mi–24V gépekkel egy harmadik, újabb harcihelikopter századot hoztak volna létre. Az 1980-as évek gazdasági nehézségei miatt azonban csak kis számú gépbeszerzés történt, és a harmadik század nem jött létre. 1991. december 11-én az ezred felvette a 87. Bakony harcihelikopter ezred nevet, és abban az évben az alakulat a MH Szárazföldi Parancsnokságának alárendeltségébe került.
A típus magyarországi nagyjavítását a Tökölön található Pestvidéki Gépgyárban (később újra Dunai Repülőgépgyár) szervezték meg. A Mi–24 ipari nagyjavítása 2015-ben megszűnt Tökölön. A gyár fennállása alatt több mint száz darab Mi–24 helikopter ipari nagyjavítását végezte el.
1995-ben Magyarország 20 db Mi–24 harci helikoptert kapott Németországtól katonai segélyként az egykori kelet-német Nemzeti Néphadsereg készleteiből. Ezek közül 14 db Mi–24D,  hat darab Mi–24P változatú volt. Ezek közül mindössze két Mi–24P repült ténylegesen a Magyar Légierő kötelékében. A többi német eredetű helikoptert kezdetben Szentkirályszabadján tárolták, majd 1996-ban ezeket a gépeket selejtezték és egy részüket átszállították őket a Magyar Honvédség mezőfalvai roncstelepére (ahová a Magyar Honvédség többi kivont Mi–24D harci helikoptere is került az 1990-es évek második felében). Majd annak felszámolása után a Mi–24-esek a szolnoki repülőtérre kerültek, ahol napjainkban is találhatók.
Az 1990-es évek második felétől a Magyarországon üzemeltetett Mi–24-es helikopterek üzemidő-tartaléka rohamosan csökkent, egyre több gépek kellett leállítani. 2004. december 15-én megszüntették a 87. Bakony harcihelikopter ezredet, a szervezetét összevonták az MH 89. Szolnok vegyes szállítórepülő ezreddel, és ezekből szolnoki bázissal létrehozták az MH 86. Szolnok Helikopter Ezredet, amely folytatta a Mi–24 helikopterek üzemeltetését. A helikoptereket 2004 augusztusáig átköltöztették Szolnokra, a szentkirályszabadjai repülőteret bezárták.
2017-ben elkezdődött Oroszországban, Szentpéterváron, a 419. Repülőgépjavító Üzemben nyolc Mi–24 helikopter nagyjavítása. Az első négy nagyjavított helikopter (2 db Mi–24V és 2 db Mi–24P) 2018 szeptemberében, a maradék négy gép 2019 januárjában érkezett vissza Magyarországra.

### Magyarországon kiállított példányok

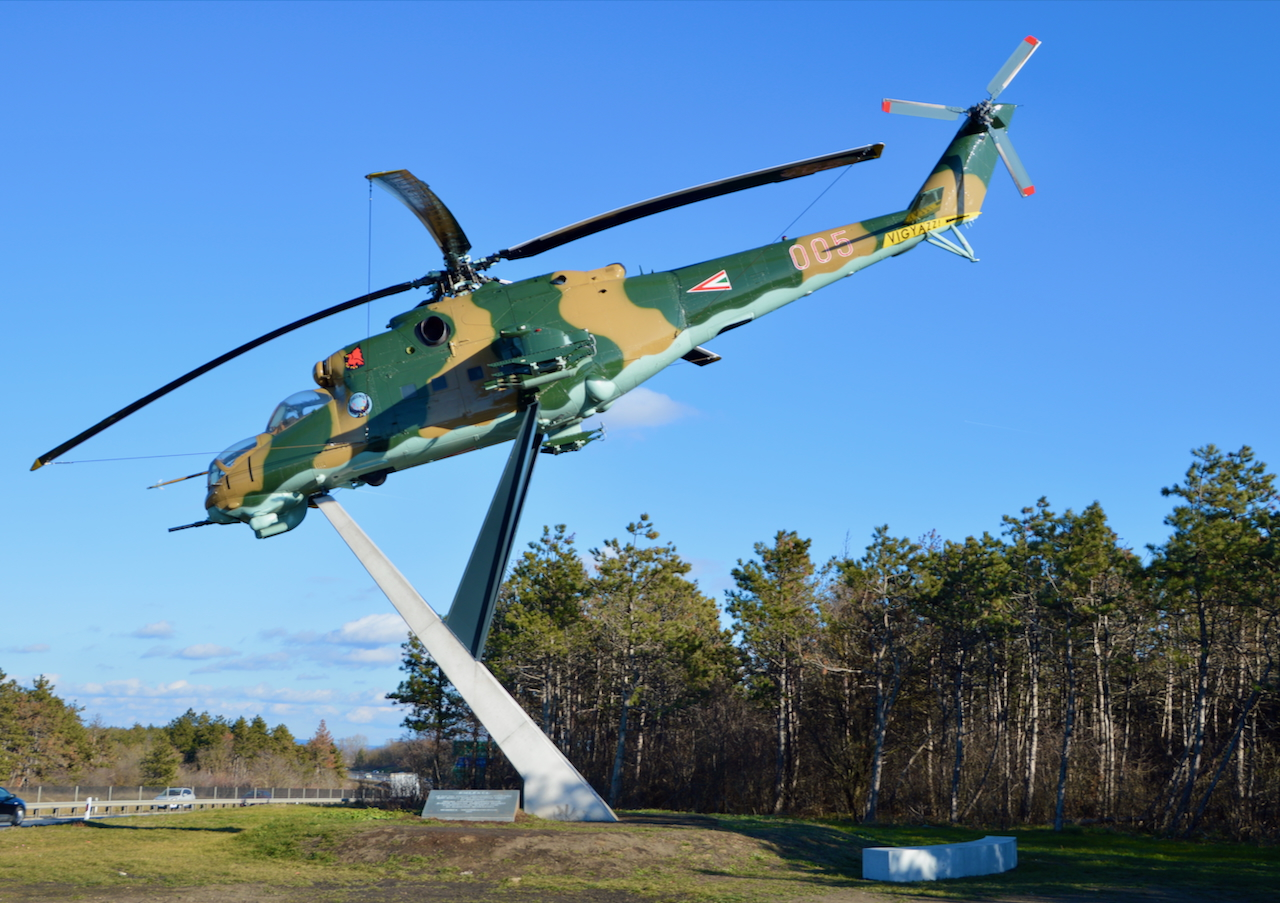
A Veszprém határában, a 8-as főút mellett kiállított NDK-eredetű Mi–24D magyar festéssel

- Mi–24D 574-es oldalszámmal – A helikopter 1985-ben érkezett Magyarországra. 2011-ben vonták ki a szolgálatból. 2018 óta emlékműként tekinthető meg Szolnokon, a 3225-ös út „Auchan-körforgalmában”.
- Mi–24D 005-ös oldalszámmal – 2024. május 8-n egy Mi–24D harci helikoptert állítottak fel emlékműként Veszprém határában, a 8-as főút mellett. A szentkirályszabadjai repülőtérhez vezető bekötőút mellett található helikopter az egykori MH 87. Bakony harcihelikopter ezrednek állít emléket. A helikoptert 1983-ban gyártották, és még abban az évben az NDK-ban állították üzembe. 1995-ban egyike volt annak a 20 db Mi–24 harci helikopternek, amelyeket Magyarország katonai segélyként kapott Németországtól. Ekkor a gép a Luftwaffe 96+36-os oldalszámát viselte. A gép Magyarországon egy percet sem üzemelt. Kezdetben a szentkirányszabadjai repülőtéren tárolták, majd 1996-ban selejtezték és átkerült a Magyar Honvédség mezőfalvai 5. inkurrencia tároló raktárába. Miután ezt felszámolták, a gép a szolnoki repülőtérre került. A 2020-as évek első felében a MH kecskeméti Légijármű Javítóüzemében felújították, az egykori NDK-s világos festése helyett a Magyarországon használt mélyebb tónusú festést kapta. A gépre a Magyarországon elsőként üzembe állított Mi–24-es harci helikopter oldalszámát, a 005-t festették.[7]
- Mi–24V „Aranyszarvas” – a szolnoki RepTárban található díszfestésű helikopter. A speciális festés 2007-ben készült a kecskeméti repülőnapra. 2010-ig több repülőbemutatón vett részt a helikopter.[8] A helikopter 2019-ben került a múzeumba.
- Mi–24V „Csőrike II” – a Szolnokon üzemeltetett 716-os oldalszámú Mi–24V 2010-ban kapta a díszítő festést. 2019-ben került a RepTár múzeumba.[9][9]
- Mi–24D 104-es oldalszámmal – Az egykor 104-es oldalszámmal üzemelt, a szolgálatból 2000-ben kivont gép a Pintér Művek Haditechnikai Parkjában található Kecelen.
- Mi–24D 114-es oldalszámmal – A Mi–24D változatú helikopter 1980 decemberében érkezett Magyarországra. 2000 szeptemberében vonták ki a szolgálatból. A MH 86. Szolnok helikopterbázis területén van kiállítva. Szabadon nem látogatható.
- Mi–24D „Csőrike” – A 117-es oldalszámú Mi–24D helikopter 1980-ban érkezett Magyarországra. 2000-ben kapta a sólymot utánzó speciális díszfestését. A festési tervet Simkó Zsolt készítette. A gépet 2001-ben vonták ki a szolgálatból, majd később a Szolnoki Repülőmúzeumba került. Annak bezárása után, 2017-ben átszállították a RepTárba, ahol újrafestett állapotban látható.[10]
- Mi–24D 119-es oldalszámmal – A helikopter a szolnoki helikopterbázis tanhangárjában van kiállítva oktatási céllal. Szabadon nem látogatható.

## Műszaki jellemzői

### Fegyverzete

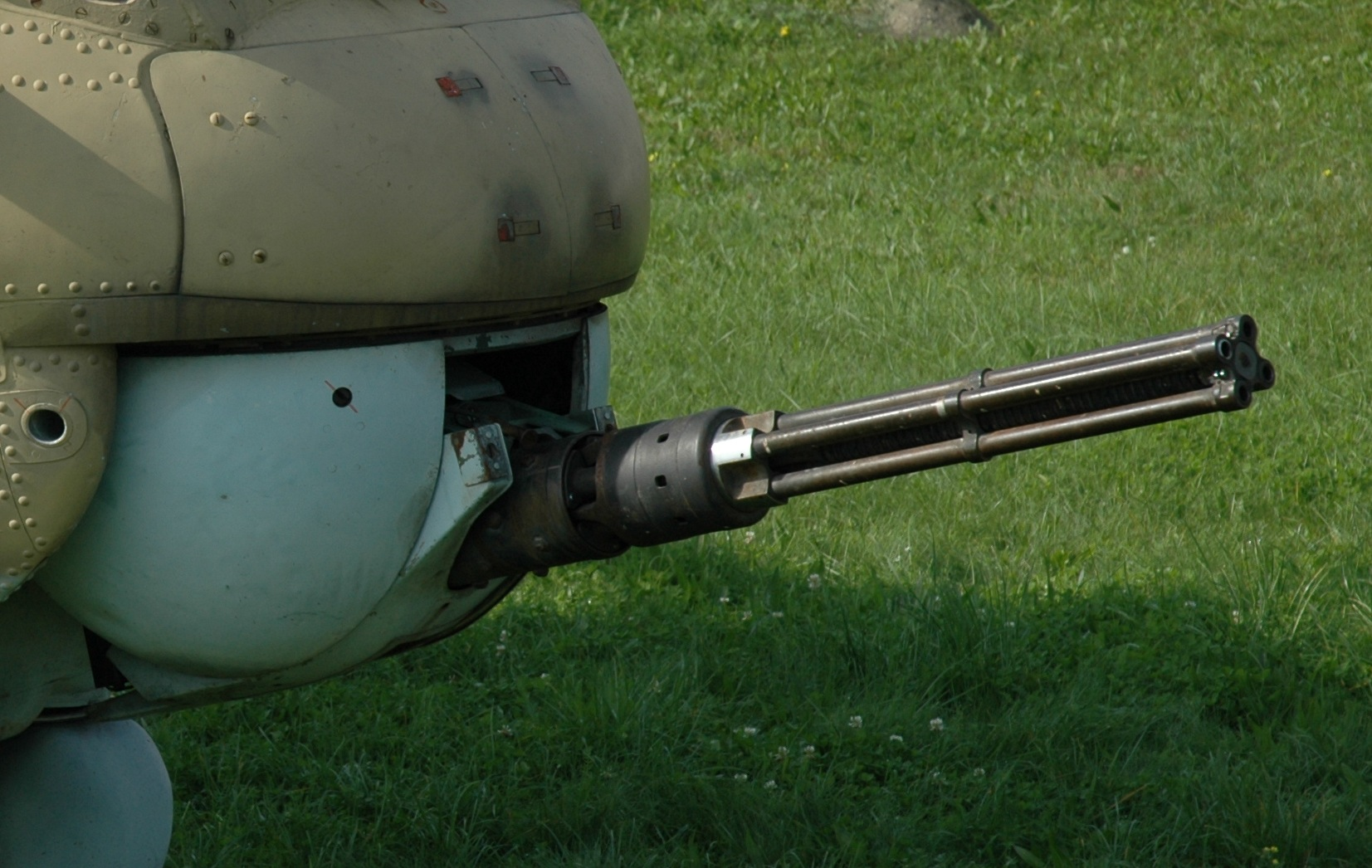
JakB–12,7 géppuska a Mi–24D harci helikopterbe építve

Beépített fegyverzet: JakB–12,7 12,7 mm-es négycsövű, Gatling-rendszerű (forgócsövű) géppuska (Mi–24D-V), amelyet  helikopter orr-része alatti lövegtoronyba építették be ; GS-30-2K 30 mm-es űrméretű Gast-elven működő gépágyú (Mi–24P, PN, Mi–35), GS–23L ikercsövű Gast-elven működő 23 mm-es gépágyú (Mi–24VP, Mi–35M). A helikopter fedélzeti géppuskájának rendeltetése az ellenség élőerejének, gyengén vagy nem páncélozott földi és légi céljainak megsemmisítése.
A harcászati tapasztalatok azt mutatták, hogy a 12,7 mm-es géppuska tűzereje nem minden esetben elégséges a cél megsemmisítéséhez, ezért fejlesztették ki a Mi–24P változatot. Elhagyva a mozgatható lövegtornyot a forgócsövű géppuskával, a helikopter törzsének jobb oldalára mereven egy ikercsövű, Grjazev–Sipunov GS-2-30, 30 mm űrméretű gépágyút építettek, melynek lőszerjavadalmazása 250 db. A fegyver Gast-rendszerű, vagyis a két cső felváltva tüzel, úgy, hogy a csőből távozó lövedék mögül visszavezetett nagy nyomású gáz kiveti az üres hüvelyt és a másik csőbe betölti a következő lőszert, melynek elsütése után ez a mozzanatsor ismétlődik.
Lassú sorozat választása esetén a tűzgyorsaság 300 lövés/perc, gyorsnál 2600 lövés/perc. Lőtávolsága maximum 4000 méter. Az alkalmazható lőszerfajták: repesz-romboló-gyújtó és páncéltörő-gyújtó lövedékek, valamint ezek nyomjelzős változatai.
Bombák: 1000 kg bombateher
Rakéták: 4 db Falanga irányított páncéltörő rakéta (Mi–24D) 4, vagy 8 db Sturm páncéltörő rakéta (Mi–24V, P, VP) 16 db Ataka páncéltörő rakéta (Mi–24PN, Mi–35, Mi–35M)
További fegyverzet: 4 darab UB–32–57-es nemirányított SZ–5 típusú 57 mm-es rakétákat tartalmazó konténer, illetve 4 darab B–20, SZ–8-as 80 mm-es nem irányított rakétákat tartalmazó konténer, 2 darab SZ–24-es nem irányított rakéta, 2 darab FAB–100 100 kilogrammos, FAB–250 250 kilogrammos vagy 2 darab FAB–500M62 500 kilogrammos nem irányított bombafegyverzet, 2 darab 23 mm-es ikercsövű gépágyút tartalmazó konténer, vagy magában 1 darab 40 mm-es automata gránátvetőt, két 12,7 mm-es négycsövű nehézgéppuskát magában foglaló konténerből 2 darab a szárnyak belső fegyvertartóin. Felszerelhető a KMGU aknaszóró konténerből is 2 darab.

## Rendszeresítő országok
- Afganisztán

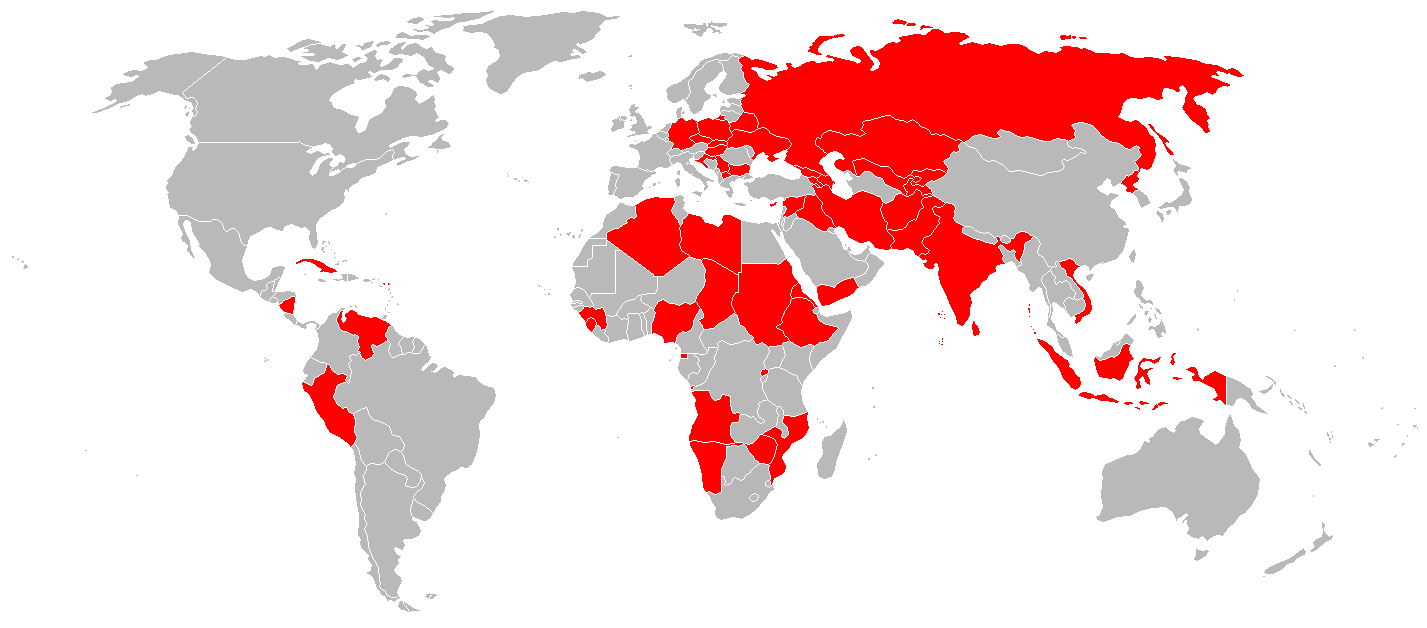
Mi–24, Mi–25 és Mi–35-tel rendelkező országok

  - 115 darab került leszállításra az Afgán Légierő részére 1979 óta
- Algéria
- Amerikai Egyesült Államok
  - (az Amerikai Egyesült Államok hadereje szolgálatban tart néhány Mi–24-et Louisiana államban ellenféltréninghez[11])
- Angola
- Azerbajdzsán
- Bulgária
- Ciprus
  - 12 darab Mi–35P került szállításra 2001–2002-ben
- Csád
- Csehország
- Fehéroroszország
- Horvátország
  - (kivonva)
- NDK
- Kuba
- Egyenlítői-Guinea
- Eritrea
- Etiópia
- Észak-Korea
- Grúzia
  - 8 darab van szolgálatban a Grúz Légierőnél
- Guinea
- India
- Indonézia
  - 2 darab Mi–35P az Army Corps/TNI-AD állományában (2004-ben vásárolva), 5 darab Mi–35P lett megrendelve 2006-ban, és további 3 darab Mi–35 2007-ben
- Irak
- Irán
- Jemen
- Kazahsztán
- Kirgizisztán
- Lengyelország
- Líbia
- Észak-Macedónia

- Magyarország

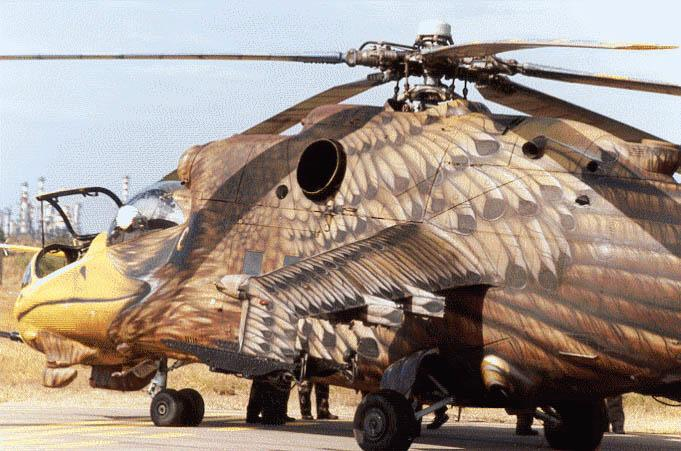
Magyar Mi–24 „Csőrike”

  - D, P és V altípusok (Oroszországi nagyjavításból érkezett vissza 4db)
- Marokkó
- Mongólia
- Mozambik
- Namíbia
- Németország
  - 51 darab a Kelet-Német Hadsereg tulajdonából, átadva Magyarországnak, Lengyelországnak, kettő pedig az Egyesült Államok Hadseregének
- Nicaragua
- Nigéria
- Oroszország
  - 260 darab van szolgálatban.
- Örményország
  - 12 darab van az Örmény Légierő tulajdonában[12]
- Pakisztán
- Peru
- Ruanda
- Sierra Leone
- Srí Lanka
  - A Sri Lanka-i Légierő állományában egy 10 darabból álló Hind század van szolgálatban, beleértve Mi–24D/V/P és Mi–35 típusokat
- Szerbia
  - 2 darab Mi–24V van rendszeresítve a Szerb Légierő szolgálatában
- Szlovákia
  - 1993-tól 16-19 darab Mi–24-et üzemeltettek, a típust 2011. szeptember 20-án kivonták az aktív szolgálatból. A kivonás idején mindössze 4 darab volt hadra fogható[13]
- Szudán
- Szíria
- Tádzsikisztán
- Uganda
- Ukrajna → Ukrán Légierő
- Üzbegisztán
- Venezuela
  - Mi–35M2
- Vietnám
- Zimbabwe

1978 óta közel 2000 db Mi–24-et gyártottak, 600-at export célra.

## Műszaki adatok
- Rotorátmérő: 17,30m
- Törzshossz: 17,50m
- Hajtómű: két, egyenként 1600 kW-os (2200 Le) Izotov TV3-117A, tengelyteljesítményt szolgáltató gázturbinás hajtómű és egy AI-9 segédhajtómű (indító hajtómű).
- Max. felszálló tömeg: 12 000 kg
- Legnagyobb sebesség: 335 km/h
- Hatótávolság: 450 km
- Repülési csúcsmagasság: 4500 m
- Utasférőhely: 10+2 fős személyzet
- Fegyverzet (általános): 1 darab négycsövű, 12,7 mm-es nehézgéppuska az orr alatt; irányított és irányítatlan rakéták külső tartályokban; bombák